# Intertestamento
Intertestamento o período intertestamentario es, para el cristianismo, el tiempo que medió entre el Antiguo y el Nuevo Testamento y por extensión, los escritos y los movimientos religiosos que sirvieron de puente entre ambos Testamentos.

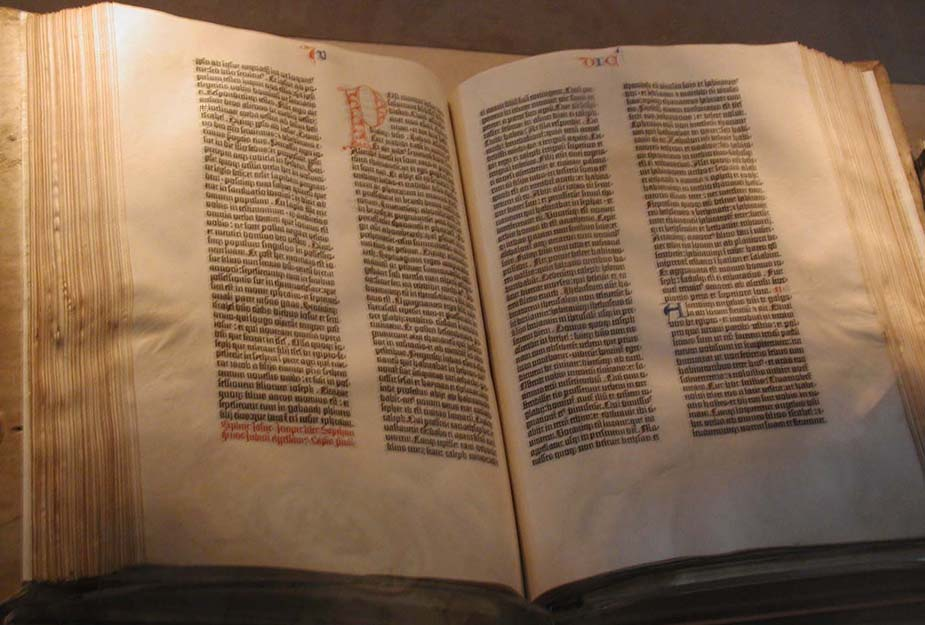
La Biblia de Gutenberg.

Tradicionalmente se ha considerado que comenzó tras la muerte del profeta Malaquías hacia el siglo V a. C. y terminó con la misión de Juan el Bautista en el siglo I d. C. Sin embargo se ha debatido mucho al respecto. Por una parte se discute sobre la creencia común en el judaísmo, según la cual "el cielo se cerró" y "el Espíritu Santo se retiró de Israel" y por ello a partir de Malaquías no fueron escritos más libros de la Biblia hebrea. Para el protestantismo ello significa que se cerró el canon del Antiguo Testamento, pero no hay acuerdo sobre si Esdras y Nehemías vivieron antes, en los mismos años o después de Malaquías y el Intertestamento comienza con ellos. Varios expertos, incluso protestantes consideran que Eclesiastés y el Libro de Daniel fueron escritos posteriormente y el período intertestamentario comenzó apenas en el siglo IV a. C. o aún más recientemente.
La cuestión se hace más compleja, si se considera que los católicos, ortodoxos y otros cristianos consideran como parte del Antiguo Testamento a los Deuterocanónicos, algunos de los cuales fueron escritos en el siglo I d. C. y por tanto consideran que el Intertestamento cubre desde el IV a. C. hasta el siglo I d. C.
Para André Paul, el Intertestamento no puede limitarse por unas fechas fijas, impuestas a posterior por criterios dogmáticos y polémicos, sino que es un período abierto, determinado por las condiciones reales de producción literaria de los grupos humanos que escribieron y trascribieron las que consideraron sus Escrituras. Así, la mayoría de los libros del Antiguo Testamento no quedaron escritos de una vez, por el primer autor de cada uno, sino que fueron una obra colectiva que se prolongó en el tiempo y otro tanto es aplicable a libros del Nuevo Testamento.

## Literatura intertestamentaria
Los escritos intertestamentarios pueden clasificarse el tres tipos principales:
- La literatura apocalíptica: desde comienzos del siglo II a. C. y al final del siglo I, fueron compuestos muchos escritos de tipo apocalíptico, algunos de los cuales fueron reunidos en colecciones, junto con textos más antiguos, como ocurrió con el Libro de Enoc. Generalmente estos escritos se atribuyeron a figuras bíblicas de épocas pasadas, posiblemente para escapar de la represión de las autoridades. Entre estos escritos figuran el Apocalipsis de Esdras, el Apocalipsis de Baruc, el Apocalipsis de Elías, el Libro de los Jubileos, el Testamento de los Doce Patriarcas, la Asunción de Moisés y los Salmos de Salomón, entre otros.
- Los Tárgumes, paráfrasis de traducciones al arameo de pasajes de la Biblia hebrea, que eran leídos en las sinagogas y estudiados en la época en que la mayoría del pueblo judío ya no hablaba el hebreo.
- Los comentarios o interpretaciones (Haggadá) de los rabinos y estudiosos y las recopilaciones de las tradiciones orales (Halajá) que más tarde se pondrían por escrito en la Mishná y en el Talmud.[3]

Los manuscritos del Mar Muerto encontrados en el área de Qumrán, son una abundante muestra de literatura intertestamentaria. Los esenios integrantes de esta comunidad consideraban como fundamental escudriñar las Escrituras, midrash hatorâh, y se consideraban "escudriñadores de la Ley" beth hattroâh, que invocaban la inspiración del Espíritu Santo.